# النظرية في قواعد البيانات
نظرية قواعد البيانات والمعروفة أيضًا باسمِ نظرية قواعد المعلومات  هي مجال دراسة يشملُ مواضيع متعددة تتعلق بالجوانب النظرية لقواعد البيانات وأنظمة إدارة قواعد البيانات. تركز على فهم المبادئ الأساسية والمفاهيم والنماذج الرياضية التي تكمن وراء تنظيم ومعالجة واسترداد البيانات في أنظمة الحواسيب. تُشكّل الجوانب النظرية لإدارة البيانات النواة لنظرية قواعد البيانات، وتتضمن أسس لغات الاستعلام التي تُستخدم لاستخراج معلومات محددة من قواعد البيانات، وهذا يشملُ دراسة التعقيد الحسابي وقدرة التعبير للجُمل الاستعلامية، وكذلك استكشاف اللغات البرمجية الرسمية (التقليدية) والنهج البرمجي المبني على المنطق لتمثيل ومعالجة البيانات.
تتضمّن الجوانب النظرية لإدارة البيانات، بين المجالات الأخرى، أسس لغات الاستعلام، التعقيد الحسابي والقوة التعبيرية للاستعلامات، نظرية النموذج المحدود، نظرية تصميم قواعد البيانات، نظرية التبعية، أسس التحكم المتزامن واسترداد قواعد البيانات، قواعد البيانات الاستدلالية، قواعد البيانات الزمنية والمكانية، قواعد البيانات الحية، إدارة البيانات غير المؤكدة وقواعد البيانات الاحتمالية، وبيانات الويب.
نظرية تصميم قواعد البيانات هي جانب آخر مهم في هذا المجال، وتتناول مبادئ ومنهجيات تصميم مخططات قواعد بيانات فعالة وقوية، والتي تحدد الهيكل وتنظيم البيانات داخل نظام قاعدة بيانات. ترتبطُ هذه المجال بشكل وثيق أيضًا بنظرية الاعتماد، حيث يتعامل مع تحليل وإدارة الاعتمادات والعلاقات بين عناصر البيانات.
تعتمد معظم الأعمال البحثية تقليديًا على النموذج العلائقي، نظرًا لأن هذا النموذج يعتبر عادةً النموذج الأبسط والأكثر أهمية. غالبًا ما تكون النتائج المقابلة لنماذج البيانات الأخرى مثل النماذج الموجهة للكائنات أو شبه المهيكلة أو مؤخرًا نماذج بيانات الرسم البياني ولغة التوصيف القابلة للتوسعة (XML) القابلة للاشتقاق من تلك الخاصة بالنموذج العلائقي.
مراقبة التزامن واسترداد قواعد البيانات هما مواضيع أساسية في نظرية قواعد البيانات، وتركز على ضمان تنفيذ المعاملات المتزامنة بشكل صحيح ومتسق واستعادة قاعدة البيانات في حالة حدوث أخطاء أو فشل. يستكشف هذا المجال تقنيات وبروتوكولات مختلفة للتعامل مع الوصول المتزامن وضمان سلامة البيانات.
تساعد نظرية قواعد البيانات في فهم تعقيد وقوة لغات الاستعلام وعلاقتها بالمنطق. بدءًا من الجبر العلاقاتي ومنطق الرتبة الأولى (والتي تكافئها نظريّة إدجار كود) والرؤية القائلة بأن الاستعلامات المهمة مثل إمكانية الوصول إلى الرسم البياني لا يمكن التعبير عنها في هذه اللغة. تمت دراسة لغة أكثر قوة تعتمد على البرمجة المنطقية ومنطق نقطة التثبيت مثل سجل البيانات. تستكشفُ النظرية أيضًا أسس تحسين الاستعلام وتكامل البيانات.
قواعد البيانات الاستدلالية، وقواعد البيانات الزمنية والمكانية، وقواعد البيانات الحية، وإدارة البيانات غير المؤكدة وقواعد البيانات الاحتمالية هي أيضًا مجالات مهمة في نظرية قواعد البيانات. تعالج هذه الأنواع المتخصصة من قواعد البيانات احتياجات محددة، مثل تمثيل واستنتاج البيانات الزمنية أو المكانية، ومعالجة التحديثات في الوقت الحقيقي، وإدارة المعلومات غير الدقيقة أو غير المؤكدة، والتعامل مع البيانات الاحتمالية. تعتبر المؤتمرات البحثية البارزة في هذا المجال، مثل مؤتمر جمعية آلات الحوسبة عن مبادئ أنظمة قواعد البيانات والمؤتمر الدولي لنظرية قواعد البيانات (ICDT)، منصات لتبادل آخر التطورات والاكتشافات في نظرية قواعد البيانات.